# Noti-Dormi
Noti-Dormi fue un programa de televisión humorístico argentino, conducido por Raúl Portal se emitía entre 1988 y 1990 por el canal estatal ATC.

## Historia
Noti-Dormi era conducido por Darwin -un mono tití- con la colaboración de Raúl Portal y la participación especial de Tristonio, un perro Basset hound.
El ciclo contó con la presencia de varias figuras invitadas de la política como Fernando de la Rúa, de la música como Celia Cruz, y del espectáculo en general. Marcó tendencia al tener un gran índice de audiencia a la medianoche, horario no habitual hasta entonces, y abriría la brecha para futuros éxitos en ese horario como VideoMatch, La TV ataca, Atorrantes, Duro de acostar y Animales sueltos.
Entre los personajes, se destacaban el payaso Campanita, interpretado por Portal y su perro Tristonio, y también el Escribano, quien en realidad no lo era. Karen Reichardt y la Profesex Paula Di Agosti debutaron en este programa.
En Noti-Dormi surgieron frases y neologismos creados por Portal que quedarían en el habla cotidiana, tales como neoloquismo, Mboheio, Hop, Jurujujaja, Tirá la buena que vuelve, Anfetaminga, Telerapia, Caracúlicos.